# Gilles Le Béguec
Gilles Le Béguec, né le 1er mai 1943 à Épinay-sur-Seine et mort le 16 janvier 2022 à Paris 15e , était professeur d'histoire contemporaine à l’université Paris X Nanterre. 
Ses travaux portent sur l’histoire des élites en France, dont les avocats, ainsi que sur les réseaux politiques dans la première moitié du XXe siècle. De sensibilité gaulliste, proche de Jean Charbonnel, il figure parmi les fondateurs de l'Union des jeunes pour le progrès en 1965. Dans les années 1970, il devient secrétaire général de la Fédération des républicains de progrès (gaulliste de gauche), et député suppléant du Val-d'Oise, avant d'abandonner la vie politique pour se consacrer exclusivement à sa carrière universitaire.

## Domaines de recherches
Son doctorat d'État porte sur les filières d'accession à la Chambre des députés sous la Troisième République par l’étude des députés qui ont siégé au Palais-Bourbon entre les élections générales de 1919 et les dernières consultations partielles de 1939. Gilles le Béguec met en évidence l’existence d’un modèle dominant de formation qui concerne l’élite du personnel parlementaire. Des processus d’apprentissage et de sélection au sein de filières de recrutement sont à l’origine d’un « parcours-type » (de la conquête de mandats municipaux à ceux nationaux). Attentif aux organisations de jeunesse, aux associations parallèles, à leurs états-majors et aux réseaux qui  gravitent autour de ce personnel parlementaire de l’entre-deux-guerres, cette thèse pose les jalons sur les transformations au sein des élites à partir de l’avènement de la troisième République marquant la fin de la « République des ducs ».
La République des avocats prolonge ce questionnement centré sur la reproduction des élites au sein du personnel politique de la République. Il explique leur omniprésence sous la Troisième République par « les conditions dans lesquelles la République a triomphé sur ses adversaires » ainsi qu’ « au barreau lui-même et à la façon dont le régime installé en 1875 – 1876 (a) fait fructifier cet héritage ». Par une analyse prosopographique et un large usage des archives, il réfute les causes souvent avancées pour expliquer leur déclin dès l’entre-deux-guerres (opposition aux partis structurés et disciplinés ; s’exprimant par des procédés rhétoriques ne correspondant plus aux attentes des citoyens ; ne prenant pas la pleine mesure de la montées des idéologies et des passions ; les experts les éclipsant).
Par l’étude des réseaux et filières des avocats, Gilles le Béguec a considérablement enrichi l’approche des droites en France en s’interrogeant sur les circuits de formation du personnel politique et l’investissement des notables dans les partis.
Il était membre du Comité d'histoire de la ville de Paris.

## Titres et fonctions universitaires
- Agrégé d’histoire, Docteur ès lettres (1989).
- Professeur d'histoire contemporaine à l'université Nancy-II (1990-1996).
- Professeur d'histoire contemporaine à l'université Paris X Nanterre (1996-2012).
- Direction du séminaire « Les entourages politiques » au centre d’histoire de l'Institut d'études politiques de Paris avec Jean-Paul Thomas et Sabine Jansen.
- Membre du conseil scientifique de l’Institut Georges-Pompidou.
- Président du conseil scientifique de la Fondation Charles de Gaulle (février 2012-janvier 2017)

## Publications

### Ouvrages
- L'entrée au Palais Bourbon : les filières privilégiées d'accès à la fonction parlementaire (1919-1939), université Paris X, Thèse de doctorat d’État sous la direction de René Rémond, 5 volumes, 1827 p., 1989[7]
- La République des avocats, Paris, Armand Colin, coll. « L’histoire au présent », 230 p., 2003  (ISBN 978-2200264581)
- Tocqueville et la modernité politique, Tulle, Mille Sources, 95 p., 2007  (ISBN 978-2909744247)

### Entretiens
- Jacques Bardoux, La France de demain : son gouvernement, ses institutions et sa justice, Paris, Dalloz-Sirey, coll. « bibliothèque », 291 p., 2006

### Ouvrages et colloques sous sa direction
- (direction avec Pierre Delivet) Queuille et la République, Limoges, TRAMES, 322 p., 1987.
- (direction avec Philippe Vigier) Limousins de Paris : les sociétés d'originaires du Limousin sous la 3e République, Limoges, PULIM, 1989.
- (direction avec Éric Duhamel) La reconstruction du Parti radical : 1944-1948, Paris, L'Harmattan, 1993.
- Avocats et barreaux en France, 1910-1930, Nancy, Presses universitaires de Nancy, coll. « Sciences juridiques et politiques », 1994.
- (direction avec Pascal Plas) Barreau, politique et culture à la Belle Époque, Limoges, PULIM, 1997
- (direction avec Claire Andrieu – Danielle Tartakowsky) Naissance, enfance et éducation dans la France méridionale du XVIe au XXe siècle. Hommage à Mireille Laguet. Colloque des 15 et 16 mars 1996, université Paul Valéry, 453 p, 2000.
- (direction avec Denis Peschanski) Les élites locales dans la tourmente ; du Front populaire aux années cinquante, Paris, CNRS éditions, 460 p., 2000.
- (direction avec Jean-Paul Cointet – Jean-Marie Mayeur – Bernard Lachaise) Un politique : Georges Pompidou. Actes du colloque au Sénat, novembre 1999, Paris, Presses universitaires de France, coll. « Politique Aujourd’hui », 437 p., 2001.
- (direction avec Claire Andrieu – Danielle Tartakowsky) Associations et champ politique : la loi 1901 à l’épreuve du siècle, Paris, Publications de la Sorbonne, coll. « Histoire de France XIX-XXe siècles », 723 p., 2001.
- (direction avec Alain Beltran – Jean-Pierre Williot) Action et pensées sociales chez Georges Pompidou : actes du colloque des 21 et 22 mars 2003 au Sénat, Paris, Presses universitaires de France, coll. « Politique aujourd’hui », 428 p., 2004.
- (direction avec Christine Manigand) Henry, Robert et Bertrand de Jouvenel : crise et métamorphoses de l'État démocratique (1900-1935), PULIM, 172 p., 2004.
- (direction avec Frédéric Turpin) Georges Pompidou et les institutions de la Ve République, PIE, 2006.
- (direction avec Bernard Lachaise) Jacques Chaban-Delmas en politique, Paris, PUF, 462 p., 2007.

### Sélection d’articles et de contributions

#### Articles
- « Charles Benoist ou les métamorphoses de l'esprit modéré », p. 71-95, Contrepoints, décembre 1976.
- « Zola repoussoir ? Les intellectuels libéraux et le refus du dreyfusisme », p. 282-298, Les cahiers naturalistes, no 54, 1980.
- « Un conservatoire parlementaire : la conférence Molé-tocqueville à la fin de la Troisième République », p. 16-21, Bulletin de la Société d'histoire moderne, seizième série, no 22, 83e année, (supplément à la RHMC, no 2, 1980).
- « La représentation proportionnelle, cent ans de controverses », p. 67-80, Vingtième siècle, janvier-mars 1986.
- « La Ligue de la République, 1921-1924 », p. 4-11, Moderne & contemporary France, no 39, october 1989.
- « L'aristocratie du barreau, vivier pour la République. Les secrétaires de la conférence du stage », p. 22-31, Vingtième siècle, no 30, avril-juin 1991.
- « Les avocats et la naissance des partis politiques organisés (1888-1903) », p. 171-188, Histoire de la Justice, no 5, 1992.
- « Prélude à un syndicalisme bourgeois. L'association de défense des classes moyennes (1907-1939) », p. 93-104, Vingtième siècle, no 37, janvier-mars 1993.
- « Les premiers pas de la République des énarques », p. 8-23, Bulletin de l'IHTP, no 71, juin 1998.

#### Contributions
- « L'évolution de la politique gouvernementale et les problèmes institutionnels », p. 55-74, dans René Rémond - Janine Bourdin (dir.), Edouard Daladier chef de gouvernement, Paris, FNSP, 1977..
- « Louis Barthou, patron des modèles politiques », p. 129-135, dans Michel Papy (dir.), Barthou, un homme, une époque, Pau, J&D éditions, 1986.
- « Une dynastie républicaine : les Carnot », p. 63-72, dans Jean-Pierre Charnay (dir.), Lazare Carnot ou le savant-citoyen, Paris, Presses de l'université de Paris-Sorbonne, 1990.
- « La famille Lasteyrie et l'organisation du courant républicain modéré », p. 105-119, dans Les parlementaires limousins sous la Troisième République, Tulle, Société des Lettres, sciences et arts de la Corrèze, 1992.
- (avec Jacques Prévotat) « 1898-1919 : l'éveil à la modernité politique », p. 213-289, Jean-François Sirinelli (dir.), Histoire des droites en France, tome I, Politique, Paris, Gallimard, 1992 ; « Le parti », p. 13-59, idem, tome 2, Cultures.
- « Les élites économiques et la naissance des formations politiques organisées : l'exemple des républicains modérés (1888-1903) », p. 141-156, dans Sylvie Guillaume (dir.), Les élites fins de siècles, XIXe – XXe siècles, Paris, MSH, 1992.
- « De la République des avocats à la République des énarques », dans Élites en France et en Allemagne aux XIXe et XXe siècles, volume 2, R. Oldenbourg Verlag, Munich, 1996.
- « La professionnalisation parlementaire », p. 381-389, dans Les familles politiques en Europe occidentale au XIXe siècle, Rome, École française de Rome, no 240, 1997.
- « Les circuits de formation du personnel politique en France (XIXe – XXe siècles) », p. 303-318, dans Serge Berstein - Pierre Milza (dir.), Axes et méthodes de l'histoire politique, Paris, PUF, 1998.
- « Les chefs du parti modéré et la transformation des structures d'encadrement politique. De Waldeck-Rousseau à Giscard d'Estaing (1899-1965) », p. 495-507, dans François Roth (dir.), Les modérés dans la vie politique française (1870-1965), Nancy, PUN, 2000.
- « Un juriste en quête de rôle politique », p. 33-65 dans Jérôme Cotillon (dir.), Raphaël Alibert, juriste engagé et homme d'influence à Vichy, Paris, Economica, 2009